# Rîjulînți, Hmelnîțkîi
Rîjulînți (în ucraineană Рижулинці) este un sat în comuna Malînîci din raionul Hmelnîțkîi, regiunea Hmelnîțkîi, Ucraina.

## Demografie
Componența lingvistică a localității Rîjulînți
     Ucraineană (96,11%)
     Rusă (1,06%)
     Alte limbi (1,05%)
Conform recensământului din 2001, majoritatea populației localității Rîjulînți era vorbitoare de ucraineană (96,11%), existând în minoritate și vorbitori de armeană (1,77%) și rusă (1,06%).